# Światowy Dzień Toalet
Światowy Dzień Toalet (ang. World Toilet Day) – obchodzony jest 19 listopada. Historia tego święta rozpoczęła się na początku XXI wieku.
W 2001 roku w Singapurze została powołana Światowa Organizacja Toaletowa, World Toilet Organisation (WTO), która podjęła się prowadzenia walki o podwyższanie standardów ubikacji na świecie ze szczególnym uwzględnieniem szaletów publicznych. Założycielem Organizacji jest Jack Sim, który co roku organizował konferencję World Toilet Summit. Konferencje takie odbyły się w 2001 roku w Singapurze, a potem kolejno w Seulu (Korea Południowa – 2002), Tajpej (Tajwan – 2003), Pekinie (Chiny – 2004) oraz Belfaście (Irlandia Płn. – 2005).
W 2013 roku Zgromadzenie Ogólne ONZ przyjęło projekt A/67/L.75  "Urządzenia sanitarne dla wszystkich" i rezolucją A/RES/67/291 wyznaczyło oficjalnie święto na 19 listopada. Obchody koordynuje UN-Water we współpracy z rządami krajów i zainteresowanymi stronami.